# Tipula (Vestiplex) halteroptera
Tipula (Vestiplex) halteroptera is een tweevleugelige uit de familie langpootmuggen (Tipulidae). De soort komt voor in het Oriëntaals gebied.